# Antiblemma sufficiens
Antiblemma sufficiens är en fjärilsart som beskrevs av Walker 1858. Antiblemma sufficiens ingår i släktet Antiblemma och familjen nattflyn. Inga underarter finns listade i Catalogue of Life.